# Abd-Al·lah ibn al-Hàssan
Abd-Al·lah ibn al-Hàssan ibn al-Hàssan ibn Alí ibn Abi-Tàlib o, més senzillament, Abd-Al·lah ibn al-Hàssan fou un cap alida hassànida, rebesnet del profeta Muhàmmad pel seu net al-Hàssan. Inicialment amb bona relació amb el primer califa abbàssida as-Saffah, després fou sospitós al següent califa, al-Mansur (754), especialment per causa dels seus dos fills Muhàmmad i Ibrahim ibn Abd-Al·lah. El califa envià Uqba ibn Salm amb cartes falses suposadament del Khorasan que demanaven a Abd-Al·lah d'unir-se a una revolta i aquest, inicialment prudent, va caure finalment al parany i va anunciar una futura revolta. El 758 al-Mansur el va cridar a la Meca i el va fer empresonar, però els dos fills es van poder escapar; el 762 el va portar a Babilònia, on va morir a la presó, als 75 anys, segurament assassinat per ordre d'al-Mansur.